# Sérgio Soares
Sérgio Soares (São Paulo, 11 januari 1967) is een voormalig Braziliaans voetballer en huidig voetbalcoach van Avaí FC.

## Carrière
Sérgio Soares speelde tussen 1996 en 2004 voor Kyoto Purple Sanga en Santo André.